# Bellefontaine Automobile Company
Bellefontaine Automobile Company war ein US-amerikanischer Hersteller von Automobilen.

## Unternehmensgeschichte
Das Unternehmen wurde 1907 als Nachfolger der Zent Automobile Manufacturing Company gegründet. Der Sitz war in Bellefontaine in Ohio. Die nun hergestellten Automobile wurden von 1907 bis 1908 als Traveler und 1908 als Bellefontaine vertrieben. Nach 1908 war das Unternehmen nur als Werkstatt tätig. Ende 1916 gab es erneut Pläne, wieder selber Fahrzeuge herzustellen, die jedoch nicht durchgeführt wurden. Zu dieser Zeit war A. J. Miller Präsident, J. H. Welles Vizepräsident und E. P. Humphreys Sekretär und Schatzmeister. 1917 kam es zum Zusammenschluss mit der Economy Motor Company.

## Fahrzeuge

### Markenname Traveler
Im Angebot standen zwei ähnliche Modelle. Beide hatten einen Vierzylindermotor mit 24/32 PS. Die Motorleistung wurde über ein Dreiganggetriebe und eine Kardanwelle an die Hinterachse übertragen. Das Fahrgestell hatte 264 cm Radstand. Die offene Karosserie bot als Tourenwagen Platz für fünf Personen. Model A hatte einen luftgekühlten Motor und Model B einen wassergekühlten Motor.
Weitere US-amerikanische Automobilhersteller mit diesem Markennamen waren Neustadt Automobile & Supply Company (1905), Traveler Automobile Company (1910–1911), Traveler Motor Car Company (1913–1914) und Taxicab Manufacturing Company (1924–1925).

### Markenname Bellefontaine
Einziges Modell war das Model B-8. Der Vierzylindermotor leistete 32 PS. Der Radstand war auf 284 cm verlängert worden. Auch dies war ein fünfsitziger Tourenwagen.

## Modellübersicht
| Jahr      | Marke         | Modell    | Zylinder | Leistung (PS) | Radstand (cm) | Aufbau               |
| --------- | ------------- | --------- | -------- | ------------- | ------------- | -------------------- |
| 1907–1908 | Traveler      | Model A   | 4        | 24/32         | 264           | Tourenwagen 5-sitzig |
| 1907–1908 | Traveler      | Model B   | 4        | 24/32         | 264           | Tourenwagen 5-sitzig |
| 1908      | Bellefontaine | Model B-8 | 4        | 32            | 284           | Tourenwagen 5-sitzig |